# Galium globuliferum
Galium globuliferum là một loài thực vật có hoa trong họ Thiến thảo. Loài này được Hub.-Mor. & Reese mô tả khoa học đầu tiên năm 1945.